# Wereldkampioenschappen roeien 2023
De wereldkampioenschappen roeien 2023 werden van 3 tot en met 10 september 2023 gehouden in Belgrado, Servië.
 Er stonden 27 onderdelen op het programma, 13 voor mannen, 11 voor vrouwen en 3 gemengde para-onderdelen. De wedstrijden vonden plaats op de roeibaan in het Savameer (Ada Ciganlija Regatta course), Belgrado.
Voor Nederland was het een uiterst succesvol toernooi. Nog nooit had Nederland tijdens een WK meer dan een enkele gouden medaille behaald, ditmaal werden er maar liefst zes ploegen als wereldkampioen gehuldigd. Samen met nog eens drie zilveren medailles bracht dit Nederland zelfs bovenaan het medailleklassement.

## Medaillewinnaars

### Mannen
| Bootklasse              | Goud | Goud     | Zilver | Zilver          | Brons | Brons           |
| Skiff M1x               | Oliver Zeidler | 6.38,08  | Simon van Dorp | 6.39,26         | Thomas Mackintosh | 6.40,33         |
| Lichte skiff LM1x       | Andri Struzina | 7.42,41  | Niels Torre | 7.44,90         | Artur Mikołajczewski | 7.47,72         |
| Dubbel twee M2x         | Nederland Melvin Twellaar Stef Broenink | 6.09,19  | Kroatië Martin Sinković Valent Sinković | 6.12,44         | Ierland Daire Lynch Philip Doyle | 6.13,41         |
| Lichte dubbel twee LM2x | Ierland Fintan McCarthy Paul O'Donovan | 6.32,09  | Zwitserland Jan Schäuble Raphaël Ahumada | 6.34,38         | Italië Stefano Oppo Gabriel Soares | 6.34,77         |
| Twee zonder M2-         | Zwitserland Roman Röösli Andrin Gulich | 6.51,09  | Verenigd Koninkrijk Oliver Wynne-Griffith Tom George | 6.53,46         | Ierland Ross Corrigan Nathan Timoney | 6.54,22         |
| Lichte twee zonder LM2- | Italië Francesco Bardelli Stefano Pinsone | 7.34,82  | Hongarije Bence Szabó Kálmán Furkó | 7.40,23         | Moldavië Dmitrii Zincenco Nichita Naumciuc | 7.57,24         |
| Dubbel vier M4x         | Nederland Lennart van Lierop Finn Florijn Tone Wieten Koen Metsemakers                                                                          | 5.52,33  | Italië Nicolò Carucci Andrea Panizza Luca Chiumento Giacomo Gentili                                                                                          | 5.54,58         | Polen Dominik Czaja Fabian Barański Mirosław Ziętarski Mateusz Biskup                                                                                  | 5.55,02         |
| Lichte dubbel vier LM4x | Italië Luca Borgonovo Nicolò Demiliani Pietro Ruta Matteo Tonelli                                                                               | 6.29,42  | Duitsland Max von Bülow Simon Klueter Fabio Kress Joachim Agne                                                                                               | 6.37,83         | Niet uitgereikt | Niet uitgereikt |
| Vier zonder M4-         | Verenigd Koninkrijk Oliver Wilkes David Ambler Matt Aldridge Freddie Davidson                                                                   | 6.04,35  | Verenigde Staten Justin Best Nick Mead Michael Grady Liam Corrigan                                                                                           | 6.06,37         | Nieuw-Zeeland Ollie Maclean Logan Ullrich Tom Murray Matt Macdonald                                                                                    | 6.08,44         |
| Acht M8+                | Verenigd Koninkrijk Jacob Dawson Morgan Bolding Rory Gibbs Sholto Carnegie Charles Elwes Thomas Digby James Rudkin Thomas Ford Harry Brightmore | 05.24,20 | Nederland Guus Mollee Olav Molenaar Jan van der Bij Guillaume Krommenhoek Sander de Graaf Jacob van de Kerkhof Gert-Jan van Doorn Mick Makker Dieuwke Fetter | 05.25,23        | Australië Patrick Holt Joshua Hicks Benjamin Canham Timothy Masters James Daniel Robertson Joseph O'Brien Angus Dawson Angus Widdicombe Kendall Brodie | 05.26,65        |
| Para-roeien             | |          | |                 | |                 |
| Para skiff PR1M1x       | Roman Polianskyi | 8.59,60  | Giacomo Perini | 9.04,40         | Benjamin Pritchard | 9.09,43         |
| Para skiff PR2M1x       | Corné de Koning | 9.48,32  | Gian Filippo Mirabile | 10.08,88        | Paul Umbach | 10.42,49        |
| Para twee-zonder PR3M2- | Oekraïne Ivan Kupriichuk Andrii Syvykh | 8.30,78  | Niet uitgereikt | Niet uitgereikt | Niet uitgereikt | Niet uitgereikt |

### Vrouwen
| Bootklasse              | Goud | Goud     | Zilver | Zilver          | Brons | Brons           |
| Skiff W1x               | Karolien Florijn | 07.14,35 | Emma Twigg | 07.19,43        | Tara Rigney | 07.21,07        |
| Lichte skiff LW1x       | Siobhan McCrohan | 8.47,96  | Kenia Lechuga | 8.51,57         | Sophia Luwis | 8.52,48         |
| Dubbel twee W2x         | Roemenië Ancuța Bodnar Simona Radiș | 6.46,94  | Litouwen Donata Karalienė Dovilė Rimkutė | 6.50,34         | Verenigde Staten Kristina Wagner Sophia Vitas                                                                                                   | 6.50,45         |
| Lichte dubbel twee LW2x | Verenigd Koninkrijk Emily Craig Imogen Grant | 7.19,23  | Verenigde Staten Michelle Sechser Mary Jones | 7.22,89         | Roemenië Mariana-Laura Dumitru Ionela Cozmiuc                                                                                                   | 7.23,70         |
| Twee zonder W2-         | Nederland Ymkje Clevering Veronique Meester | 7.20,52  | Australië Jessica Morrison Annabelle McIntyre | 7.22,90         | Roemenië Ioana Vrînceanu Roxana Anghel | 7.24,33         |
| Lichte twee zonder LW2- | Italië Serena Mossi Elisa Grisoni | 8.33,13  | Duitsland Luise Münch Eva Hohoff | 8.40,64         | Niet uitgereikt | Niet uitgereikt |
| Dubbel vier W4x         | Verenigd Koninkrijk Lauren Henry Hannah Scott Lola Anderson Georgina Brayshaw                                                                                 | 6.29,70  | Nederland Roos de Jong Tessa Dullemans Laila Youssifou Bente Paulis                                                                                                | 6.30,37         | China Chen Yunxia Zhang Ling Lü Yang Cui Xiaotong                                                                                               | 6.35,05         |
| Vier zonder W4-         | Nederland Marloes Oldenburg Hermijntje Drenth Tinka Offereins Benthe Boonstra                                                                                 | 6.41,82  | Roemenië Mădălina Bereș Maria Tivodariu Maria-Magdalena Rusu Amalia Bereș                                                                                          | 6.43,29         | Verenigd Koninkrijk Heidi Long Rowan McKellar Helen Glover Rebecca Shorten                                                                      | 6.44,31         |
| Acht W8+                | Roemenië Maria-Magdalena Rusu Roxana Anghel Adriana Adam Iuliana Buhus Madalina Beres Maria Tivodariu Ioana Vrinceanu Amalia Beres Victoria-Ștefania Petreanu | 6.01,28  | Verenigde Staten Emily Froehlich Margaret Hedeman Jessica Thoennes Regina Salmons Alina Hagstrom Brooke Mooney Mary Mazzio-manson Charlotte Buck Cristina Castagna | 6.03,73         | Australië Paige Barr Georgie Gleeson Olympia Aldersey Lily Alton-Triggs Georgina Rowe Jacqueline Swick Molly Goodman Bronwyn Cox Hayley Verbunt | 6.04,17         |
| Para-roeien             | |          | |                 | |                 |
| Para skiff PR1W1x       | Birgit Skarstein | 10.05,91 | Nathalie Benoit | 10.07,70        | Anna Sheremet | 10.10,31        |
| Para skiff PR2W1x       | Anna Aisanova | 12.03,39 | Niet uitgereikt | Niet uitgereikt | Niet uitgereikt | Niet uitgereikt |

### Gemengd para-roeien
| Bootklasse                    | Goud                                                                                                | Goud    | Zilver                                                                                   | Zilver  | Brons                                                                           | Brons   |
| Gemengde dubbel-twee PR2Mix2x | Verenigd Koninkrijk Lauren Rowles Gregg Stevenson                                                   | 8.45,67 | China Liu Shuang Jiang Jijian                                                            | 8.47,28 | Polen Jolanta Majka Michał Gadowski                                             | 9.05,13 |
| Gemengde dubbel-twee PR3Mix2x | Australië Nikki Ayers Jed Altschwager                                                               | 8.07,07 | Verenigde Staten Gemma Wollenschlaeger Todd Vogt                                         | 8.15,22 | Frankrijk Elur Alberdi Laurent Cadot                                            | 8.27,09 |
| Gemengde vier-met PR3Mix4+    | Verenigd Koninkrijk Francesca Allen Morgan Fice-Noyes Giedrė Rakauskaitė Edward Fuller Erin Kennedy | 7.22,20 | Verenigde Staten Skylar Dahl Saige Harper Alex Flynn Benjamin Washburne Emelie Eldracher | 7.25,01 | Duitsland Susanne Lackner Jan Helmich Marc Lembeck Kathrin Marchand Inga Thoene | 7.29,74 |

## Medaillespiegel
| Plaats | Land                | Goud | Zilver | Brons | Totaal |
| 1      | Nederland           | 6    | 3      | 0     | 9      |
| 2      | Verenigd Koninkrijk | 6    | 1      | 2     | 9      |
| 3      | Italië              | 3    | 4      | 1     | 8      |
| 4      | Oekraïne            | 3    | 0      | 1     | 4      |
| 5      | Roemenië            | 2    | 1      | 2     | 5      |
| 6      | Zwitserland         | 2    | 1      | 0     | 3      |
| 7      | Ierland             | 2    | 0      | 2     | 4      |
| 8      | Duitsland           | 1    | 2      | 2     | 5      |
| 9      | Australië           | 1    | 1      | 4     | 6      |
| 10     | Noorwegen           | 1    | 0      | 0     | 1      |
| 11     | Verenigde Staten    | 0    | 4      | 2     | 6      |
| 12     | Nieuw-Zeeland       | 0    | 1      | 2     | 3      |
| 13     | China               | 0    | 1      | 1     | 2      |
| 13     | Frankrijk           | 0    | 1      | 1     | 2      |
| 15     | Hongarije           | 0    | 1      | 0     | 1      |
| 15     | Kroatië             | 0    | 1      | 0     | 1      |
| 15     | Litouwen            | 0    | 1      | 0     | 1      |
| 15     | Mexico              | 0    | 1      | 0     | 1      |
| 19     | Polen               | 0    | 0      | 3     | 3      |
| 20     | Moldavië            | 0    | 0      | 1     | 1      |
| Totaal | Totaal              | 27   | 24     | 24    | 75     |

Edities

1962 Luzern · 
1966 Bled · 
1970 St. Catharines · 
1974 Luzern · 
1975 Nottingham · 
1976 Villach · 
1977 Amsterdam · 
1978 Hamilton (alleen zwaar) · 
1978 Kopenhagen (alleen licht) · 
1979 Bled · 
1980 Hazewinkel · 
1981 München · 
1982 Luzern · 
1983 Duisburg · 
1984 Montréal · 
1985 Hazewinkel · 
1986 Nottingham · 
1987 Kopenhagen · 
1988 Milaan · 
1989 Bled · 
1990 Lake Barrington · 
1991 Wenen · 
1992 Montréal · 
1993 Račice · 
1994 Indianapolis · 
1995 Tampere · 
1996 Motherwell · 
1997 Aiguebelette · 
1998 Keulen · 
1999 St. Catharines · 
2000 Zagreb · 
2001 Luzern · 
2002 Sevilla · 
2003 Milaan · 
2004 Banyoles · 
2005 Gifu · 
2006 Eton · 
2007 München · 
2008 Ottensheim · 
2009 Poznań · 
2010 Hamilton · 
2011 Bled · 
2012 Plovdiv · 
2013 Chungju · 
2014 Amsterdam ·
2015 Aiguebelette ·
2016 Rotterdam ·
2017 Sarasota ·
2018 Plovdiv ·
2019 Ottensheim ·
2020 Bled ·
2021 Shanghai ·
2022 Račice ·
2023 Belgrado ·
2024 St. Catharines ·
2025 Shanghai · 
2026 Amsterdam

Onderdelen

Skiff · 
Lichte skiff · 
Dubbel twee · 
Lichte dubbel twee · 
Twee zonder · 
Lichte twee zonder · 
Twee met

Dubbel vier · 
Dubbel vier met · 
Lichte dubbel vier · 
Vier zonder · 
Lichte vier zonder · 
Vier met · 
Acht · 
Lichte acht